# Seetüchtigkeit
Seetüchtigkeit (englisch seaworthiness, französisch navigabilité, niederländisch zeewaardigheid) ist im Seerecht der angemessene technische Zustand, die ausreichende Schiffsbesatzung und der hinreichende Proviant von und auf Seeschiffen.

## Allgemeines
Unter Seetüchtigkeit versteht man die Tauglichkeit eines Schiffes, die unvermeidbaren Gefahren der See zu bestehen, denen das Schiff auf einer konkreten Reise ausgesetzt ist. Das sind insbesondere Sturm und Wellengang, denen das Schiff widerstehen muss. Diese müssen durch entsprechende Manöver einer qualifizierten Besatzung bestanden werden. Damit umfasst die Seetüchtigkeit einerseits technische Aspekte (Schiffskörper und Zubehör), andererseits jedoch auch genügende Personalkapazität und Proviant. Zur Seetüchtigkeit gehört auch die Reisetüchtigkeit und die Schwimmfähigkeit eines Schiffes, auf dem Wasser bewegt zu werden und dabei Personen und Sachen zu befördern. Ausreichend ist die relative Seetüchtigkeit, also die Tauglichkeit des Schiffes für die anstehende Reise zur vereinbarten Jahreszeit. In der Seemannssprache sind seegängig und seegehend Synonyme.
Umgangssprachlich versteht man unter Seetüchtigkeit, alternativ dann häufiger Seegängigkeit genannt, die Qualität der Fahr- und Manövriereigenschaften eines Wasserfahrzeugs im Wasser sowie dessen Verhalten im Seegang.

## Geschichte
Mit der Seetüchtigkeit befasste sich bereits im Mai 1861 das ADHGB. Gemäß Art. 460 ADHGB hatte der Schiffer (Verfrachter) dafür zu sorgen, dass das Schiff „in seetüchtigem Stande, gehörig eingerichtet und ausgerüstet, gehörig bemannt und verproviantirt ist und dass die zum Ausweise für Schiff, Besatzung und Ladung erforderlichen Papiere an Bord sind“. Zudem hatte der Schiffer vor Reiseantritt für die Tüchtigkeit der Geräte zum Laden und Löschen, für die gehörige Stauung nach Seemannsbrauch Sorge zu tragen und Überladung zu vermeiden (Art. 481 ADHGB).
Diese Bestimmungen übernahm fast wörtlich das im Januar 1900 in Kraft getretene Handelsgesetzbuch (HGB). Es sah sogar Regelungen bei Reparaturunfähigkeit oder Reparaturunwürdigkeit vor (§ 479 HGB a. F.). Gravierende Veränderungen brachte das Gesetz zur Reform des Seehandelsrechts vom April 2013 mit sich, ließ jedoch die Bestimmungen über die Seetüchtigkeit im HGB unberührt.

## Rechtsfragen
Die Herstellung der Seetüchtigkeit ist im Seefrachtvertrag eine der Hauptleistungspflichten des Verfrachters. Der Verfrachter hat gemäß § 485 HGB dafür zu sorgen, dass das Schiff gehörig eingerichtet, ausgerüstet, bemannt und mit genügenden Vorräten versehen ist (Seetüchtigkeit). Bei der Ladungstüchtigkeit müssen sich die Laderäume einschließlich der Kühl- und Gefrierräume sowie alle anderen Teile des Schiffs, in oder auf denen Güter verladen werden, in dem für die Aufnahme, Beförderung und Erhaltung der Güter erforderlichen Zustand befinden. Ladungstüchtigkeit ist die Fähigkeit eines Schiffes, eine Ladung auf einer Reise ohne Gefahr des Verlusts oder der Beschädigung zu transportieren.
Ausreichend ist relative Seetüchtigkeit, also die Tauglichkeit des Schiffes bezüglich der gerade bevorstehenden Seereise. Es handelt sich um die Fähigkeit des Schiffes, mit der konkreten Schiffsladung die vorgesehene Reise zur vereinbarten Jahreszeit zu bestehen. „Die Seetüchtigkeit bestimmt sich nach den Umständen der einzelnen Reise“, „es muss auch bei längerer Fahrt dem Sturm und den Wellen widerstehen können“. Ganz außergewöhnliche Gefahren wie Taifun oder Seebeben sind hiervon ausgenommen. Die absolute Seetüchtigkeit liegt vor, wenn ein Schiff im Allgemeinen und unabhängig von einem konkreten Seefrachtauftrag seetüchtig ist.
Die Voraussetzung der Seetüchtigkeit wirkt sich unmittelbar auf die Haftungs- und Versicherungsfragen einer Reederei aus. Versicherungsrechtlich muss das Schiff in der Lage sein, die im normalen Verlauf der Seeschifffahrt vorhandenen Gefahren zu bestehen. Dazu gehören nicht nur der bau- und materialtechnische Zustand des Schiffskörpers und die Funktionsfähigkeit der Haupt- und Hilfsmaschinen, sondern auch der gute Zustand der benötigten Einrichtungen und Ausrüstungsgegenstände, die Art der Beladung, das Vorhandensein der erforderlichen Besatzung und der notwendigen Dokumente. Gemäß § 130 Abs. 2 und 3 VVG haftet der Versicherer für den Schaden, den der Versicherungsnehmer infolge eines Zusammenstoßes von Schiffen erleidet; die Versicherung gegen die Gefahren der Binnenschifffahrt umfasst die Beiträge zur Großen Haverei, soweit durch die Haverei-Maßnahme ein vom Versicherer zu ersetzender Schaden abgewendet werden sollte.
Nach den Allgemeinen Deutschen Seeversicherungsbedingungen von 1919 (ADS) obliegt es dem Versicherungsnehmer im Schadensfall zu beweisen, ob ein Schiff bei Antritt der Reise seetüchtig war. Die Kaskoklauseln des Deutschen Transport-Versicherungs-Verbandes von 1978 greifen auch dann als Schutz gegen Schäden aus Seeuntüchtigkeit, wenn eine Schiffsführung diese nicht selber zu verantworten hat. Die vorgenannten Regeln sind insofern von Bedeutung, als sie das Vorliegen kompletter und gültiger Schiffspapiere zur Bedingung haben.
Der Begriff „Seetüchtigkeit“ wurde ausdrücklich im Zusammenhang mit den Vorschriften des International Safety Management Codes in den Fachinformationen der Deutschen Transportversicherer im Transport-Informations-Service (TIS) erläutert und beinhaltet auch den Hinweis auf die Hafenstaatkontrolle durch die Berufsgenossenschaft.

## International
Unter Seetüchtigkeit (englisch seaworthiness) versteht das internationale Common Law den Zustand eines Schiffes, welcher ein Schiff dieser Art und mit der Ladung, mit welcher es beladen ist, befähigt, die Gefahren der See, die angemessener Weise auf der in Aussicht genommenen Reise erwartet werden können, zu überstehen. Ein Schiff gilt als seetüchtig, wenn es in jeder Weise darauf vorbereitet ist, die gewöhnlichen Gefahren der Reise zu bestehen (§ 39 Abs. 4 Marine Insurance Act 1906, MIA). Es handelt sich um eine verschuldensunabhängige Einstandspflicht (englisch warranty) des Verfrachters (englisch carrier).
Für Handelsschiffe ergibt sich aus den Haag-Visby Regeln, dass ein Schiff sowohl in technischer als auch in struktureller Hinsicht seetüchtig, darüber hinaus auch hinsichtlich der Ausrüstung, Bemannung, Beladung und Stauung reisetüchtig und ladungstüchtig ist. Der Reeder muss schon vor Beginn der Beladung und bei Antritt der Reise nach Art. 3 § 1 Haager Regeln bei der Herstellung der Seetüchtigkeit des Schiffes die gehörige Sorgfalt anwenden. Diese Regeln sind im deutschen HGB umgesetzt und müssen bei Seefrachtverträgen nicht gesondert vereinbart werden, denn lit. (a) Haager Regeln betrifft die Beschaffenheit des Schiffes sowie seiner Teile, (b) die Bemannung, Ausrüstung und Verproviantierung, (c) behandelt die Ladungstüchtigkeit.